# Grafskaja pusjtja
Grafskaja pusjtja (belarusiska: Графская пушча; ryska: Графская пуща) är en skog i Belarus. Den ligger i Hrodna voblast, i den centrala delen av landet, 90 km väster om huvudstaden Minsk. I söder gränsar den till Nalibotskajaskogen, den sydvästra delen av skogen gränsar till floden Njoman. Förr i tiden tillhörde skogen ätten Radziwiłł och var plats för grevens jakt (därav namnet Grafskaja pusjtja, Grevens skog).
Trakten runt Grafskaja pusjtja består till största delen av jordbruksmark. Runt Grafskaja pusjtja är det ganska glesbefolkat, med 27 invånare per kvadratkilometer.